# 前进古城
前进古城是一座位于中国吉林省蛟河市前进乡张广才东庙岭的金代城址，2013年入选第七批全国重点文物保护单位，1987年10月20日入选吉林省文物保护单位。该文物保护单位由蛟河市文物管理所管理。
吉林省文物保护单位名单将前进古城的历史年代定为辽金，全国重点文物保护单位名单确定的时代为金代。